# Hladomor na Ukrajině
Ukrajinský hladomor let 1932–1933 (ukrajinsky Голодомор, Holodomor) byl uměle vyvolaný hladomor na území Ukrajinské SSR, způsobený industrializací, povinnými odvody a kolektivizací v zemědělských regionech SSSR. Podle některých sovětské vedení v zájmu rychlé industrializace a ruské kolektivizace zabavovalo a prodávalo obilí do zahraničí výměnou za průmyslové technologie a zároveň se snažilo zestátnit zemědělskou produkci; hladomor byl hlavním negativním dopadem.[zdroj?]
Ačkoliv existuje všeobecná shoda, že Ukrajinský hladomor byl uměle vyvolaný, liší se názory, jestli se jedná o genocidu.
Po rozpadu SSSR se na současné Ukrajině a velké části Evropy rozšířila interpretace, že se jednalo o cílenou genocidu Ukrajinců stalinistickým režimem. Termín genocida používá například jeho autor Raphael Lemkin, podobně i americký historik Timothy Snyder, podle nějž se jednalo o cílenou snahu zlikvidovat ukrajinské národnostní cítění; tito badatelé z velké části dokládají svůj názor i korespondencí mezi tehdejšími sovětskými politiky.
Tomuto pohledu oponoval sovětský disident Alexandr Solženicyn, který tvrdil, že vyvolání hladomoru z etnických důvodů je výmyslem ukrajinských nacionalistů. Argumentuje tím, že oběťmi hladomoru byli také mnozí Rusové, statkáři označovaní sovětským režimem jako kulaci, stejně jako mnoho dalších neukrajinských národností. Mnoho komunistických organizátorů hladomoru bylo naopak ukrajinské národnosti.
Někteří historikové tvrdí, že hladomor byl nechtěným důsledkem překotné kolektivizace a industrializace. Někteří historikové uvádějí jako hlavní příčinu i neúrodu způsobenou neobvyklým suchem.

## Oběti

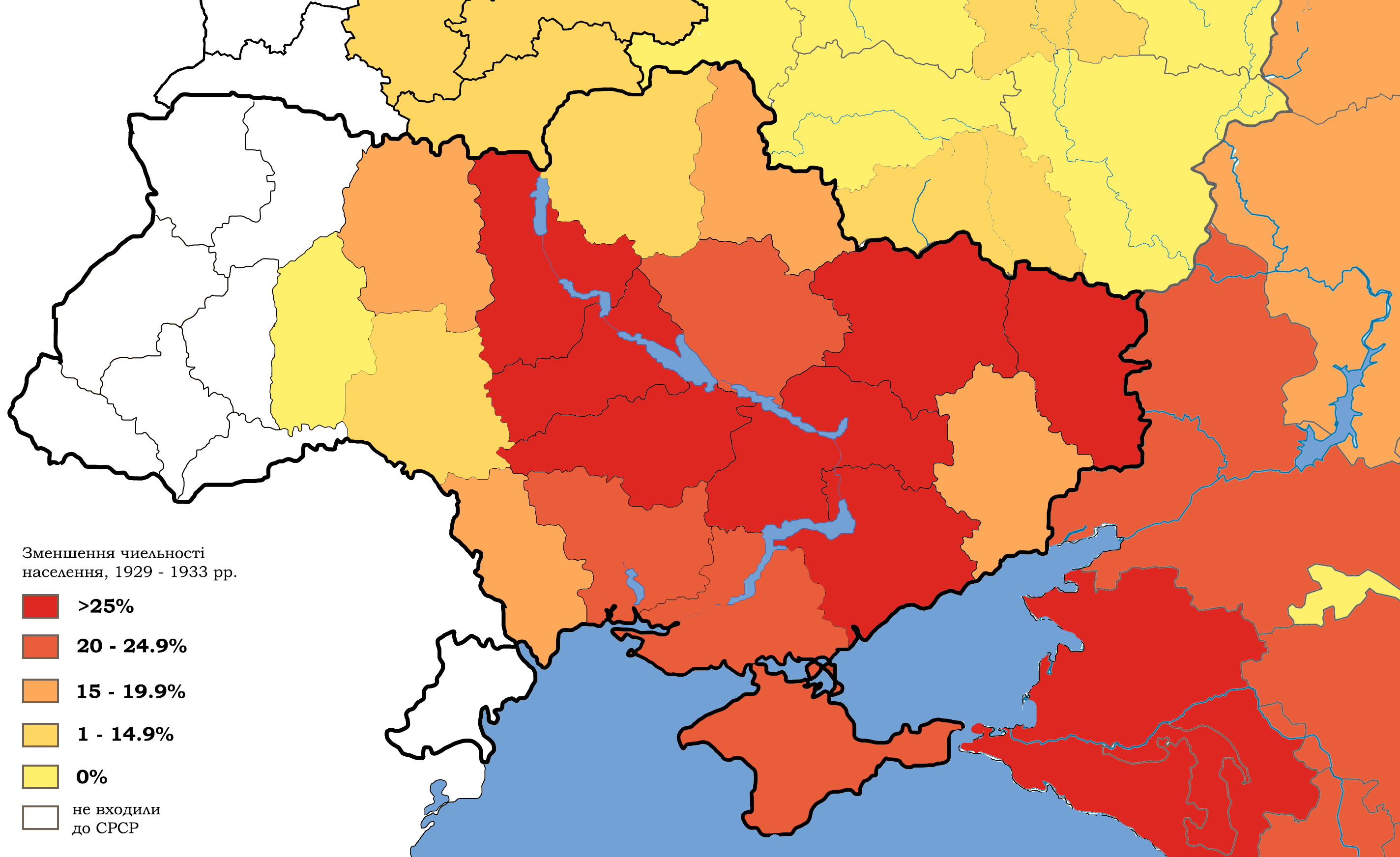
Pokles populace na Ukrajině a v jihozápadním Rusku v letech 1929–33. Sytě červená: >25%

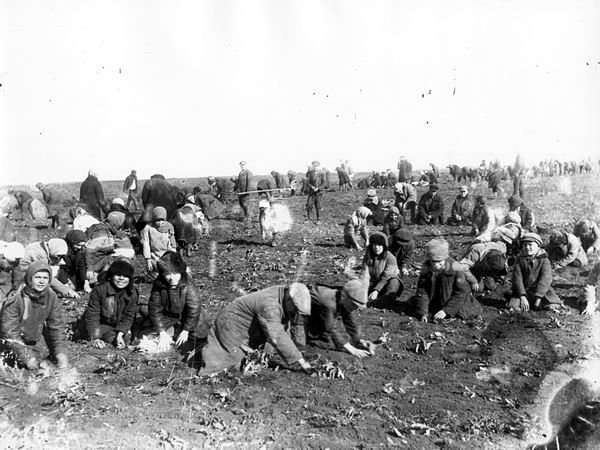
Děti vybírají zmrzlé brambory z pole kolchozu, Doněcká oblast, 1933.

Oběti hladomoru v ulicích Charkova roku 1933 (foto A. Wienerberger).

Za hladomor na Ukrajině byl ukrajinským soudem shledán spoluzodpovědný Stalinův blízký spolupracovník a ukrajinský rodák Lazar Kaganovič.

### Shrnutí
Počet obětí hladomoru na Ukrajině odhadli protikomunističtí disidenti a historikové v Rusku na 5,2 milionu obyvatel. České zdroje, které se tomu tématu věnují, považují za realistické rozpětí 3–5 milionů obětí. Přesný počet nelze zjistit pro nespolehlivost a neúplnost úřední evidence.
Počet obětí Velkého sovětského hladomoru známého v zahraniční literatuře jako Soviet Famine v letech 1932–1933 se podle oficiálního ukrajinského odhadu z roku 2003 pohybuje mezi 7 a 10 miliony (tento odhad zahrnuje ta území celého Sovětského svazu, která byla obývaná převážně Ukrajinci, nejenom samotnou Ukrajinu).

### Odhady a názory podrobněji
- Americký historik Timothy Snyder ve své knize Krvavé země odhaduje, že při hladomoru zemřelo ne méně než 3,3 milionu lidí.[24]
- Většina obětí podle amerických zdrojů[25] (Snyder a další) žila v Ukrajinské SSR, byli to etničtí Ukrajinci, dále také hlavně Rusové, Židé a Poláci.[26] Podle Gorbačovem odtajněných archivů v 90. letech se hladomor týkal převážně oblastí v centru a na východě Ukrajiny, kde žilo velké množství Rusů.[27]  Podle novějších studií se týkal hlavně severní části centrální oblasti Ukrajiny.
- Podle Ptouhka Institute, při umělém hladu smrti zemřelo 13,3 % Ukrajinců a 3,2 % Rusů.[28]
- Významný ruský protikomunistický disident, držitel Nobelovy ceny za literaturu a kritik sovětského režimu Alexander Solženicyn prohlásil, že převážná část obětí byli ruští kulaci – statkáři.[29] Kritici ovšem poukazují, že Solženicyn je kritizován za ruský nacionalismus, imperialismus a antisemitismus[30][31][32], že je příznivec politiky Putina[33], nerozlišuje mezi Rusy a rusky mluvícími příslušníky jiných národů[32], popírá existenci ukrajinského národa[34] a že Solženicinův popis historie Ukrajiny je v rozporu s historickými fakty.[35]
- Před hladomorem populace Ukrajinců v Ukrajinské SSR (roku 1926) tvořila 80 % (23 218 860) obyvatel, Rusů v tu dobu bylo na Ukrajině 2 677 952, tedy 9,2 %,[36] tedy méně, než nejnižší počet obětí hladomoru.
- Do dalšího sčítání lidu v roce 1939 jejich podíl Ukrajinců klesl na 76,5 % celé populace (23 667 509). Někteří autoři udávají po konci hladomoru ještě nižší počet Ukrajinců, např. Raphael Lemkin udává 19,6 milionů a 63 %.[37] V celém SSSR pak podle amerických zdrojů odkazujících se na údajné sovětské statistiky z roku 1927 a 1937 poklesl počet Ukrajinců z 31,1 milionů na 26,4 milionů, zatímco počet Rusů narostl z 77,8 na 93,9 milionů.[38] Detailní oficiální sovětské zdroje nejsou k dispozici. Podle dostupných dobových statistik počet obyvatel Ukrajinské SSR z roku 1924 stoupl z 27,4 milionu obyvatel na 33,4 milionu obyvatel k roku 1939.[39]

## Příčina vzniku hladomoru
Uvádí se, že hladomor vznikl nařízením sovětské vlády, lidově zvaným „zákon pěti klásků“, který zakazoval jakýkoliv obchod v rolnických oblastech. Pozastavilo se zásobení vesnic potravinami, pronásledovalo se a trestalo pobytem v gulagu, 10 roky vězení nebo smrtí zastřelením za jakékoliv použití obilí i pro zaplacení práce v oblastech, které nesplnily plány odvodu obilí. Tento plán byl ovšem odvozen z nadprůměrně vysoké úrody v roce 1930 a navíc bylo žádáno od ukrajinských rolníků nepoměrně mnoho: zatímco produkce Ukrajiny tvořila cca 27 % z produkce SSSR, Ukrajina měla odevzdat 38 % odvodů z celého SSSR. Fungoval systém naturálních pokut, zbožových represí. Pokud nebyly odvody splněny, zabavovalo se i obilí určené pro setbu, což dále prohloubilo hladomor. Političtí komisaři dohlíželi na omezení přístupu ukrajinských rolníků k potravinám, rolníkům byly odepřeny jejich přebytky a nakonec museli odevzdat všechny své potraviny ve prospěch jiných sovětských regionů.
Podle některých historiků byl hladomor na Ukrajině cíleně způsoben politikou sovětského generálního tajemníka ÚV KSSS Josifa Stalina. Lze doložit výroky čelných představitelů SSSR, že si byli vědomi, že přijatá opatření způsobí hladomor. Např. generální tajemník ÚV Komunistické strany Ukrajiny Stanislav Vikenťjevič Kosior v létě 1930 prohlásil: „Ukážeme jim, co je hlad.“ Historik Jan Rychlík uvádí, že velký hladomor v Ukrajinské sovětské socialistické republice patří k nejhorším zločinům, jichž se komunistický režim v letech Stalinovy éry dopustil. Sovětským režimem a Stalinem vyvolaný umělý hladomor zasáhl i další oblasti Sovětského svazu, zejména regiony jižního Ruska a Kazachstánu, kde zemřely hlady miliony lidí. Hladomor v jižním Rusku postihl i rodinu Michaila Gorbačova, který později napsal: „V tom strašlivém roce 1933 zemřela hlady skoro polovina obyvatel mé rodné vesnice Privolnoje, včetně otcových dvou sester a bratra.“
Oficiální ruské zdroje za spolupůvodce hladomoru označují „zlatou blokádu“. Od roku 1925 totiž západní země odmítaly přijímat platby Sovětského svazu zlatem, a tomu tak nezbývalo než platit dovoz západních strojů zásobami ropy, dřeva a obilí jako obchodní „měnou“. V dubnu 1933 vyhlásila Velká Británie zákaz dovozu sovětského zboží a zakázala dovoz dřeva, ropy, másla, pšenice a ječmene. V roce 1934 byl tento zákaz plateb zlatem zrušen. Ovšem vzhledem k tomu, že Rusko mělo po celou dobu hladomoru zásoby obilí, působí toto obvinění jako výmluva.

## Zachránci lidí před hladem

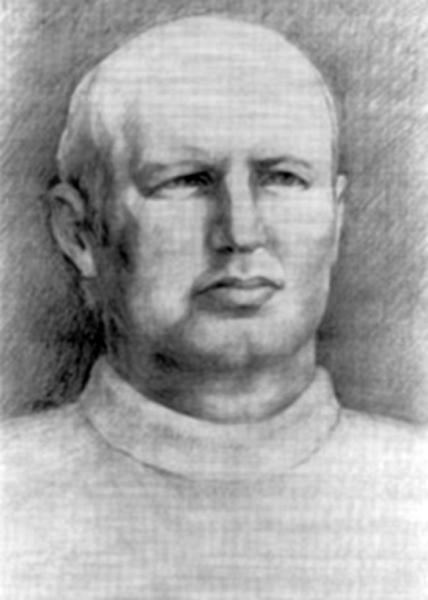
Vasyl Ivčuk, posmrtně oceněný titulem Hrdina Ukrajiny

Obecně, protože v SSSR byla pomoc hladovějícím nezákonná a v obžalobě byla kvalifikována jako „sympatie k nepřátelům lidu“ (článek 131 Ústavy Sovětského svazu z roku 1936), byly charitativní akce prováděny tajně, bez velké publicity, ale na Ukrajině je známo nejméně 144 různých jmen hrdinů. Životopisy některých z nich se dochovaly v plném znění.
Mezi nimi i životopis obyvatelky Znamjanky Lukiji Stačenko (29. srpna 1879 – 21. října 1973), která přežila mnoho katastrof 20. století a i přes ohrožení vlastního života OGPU zachránila několik okolních vesnic, díky čemuž byla úmrtnost výrazně nižší než v sousedních oblastech.

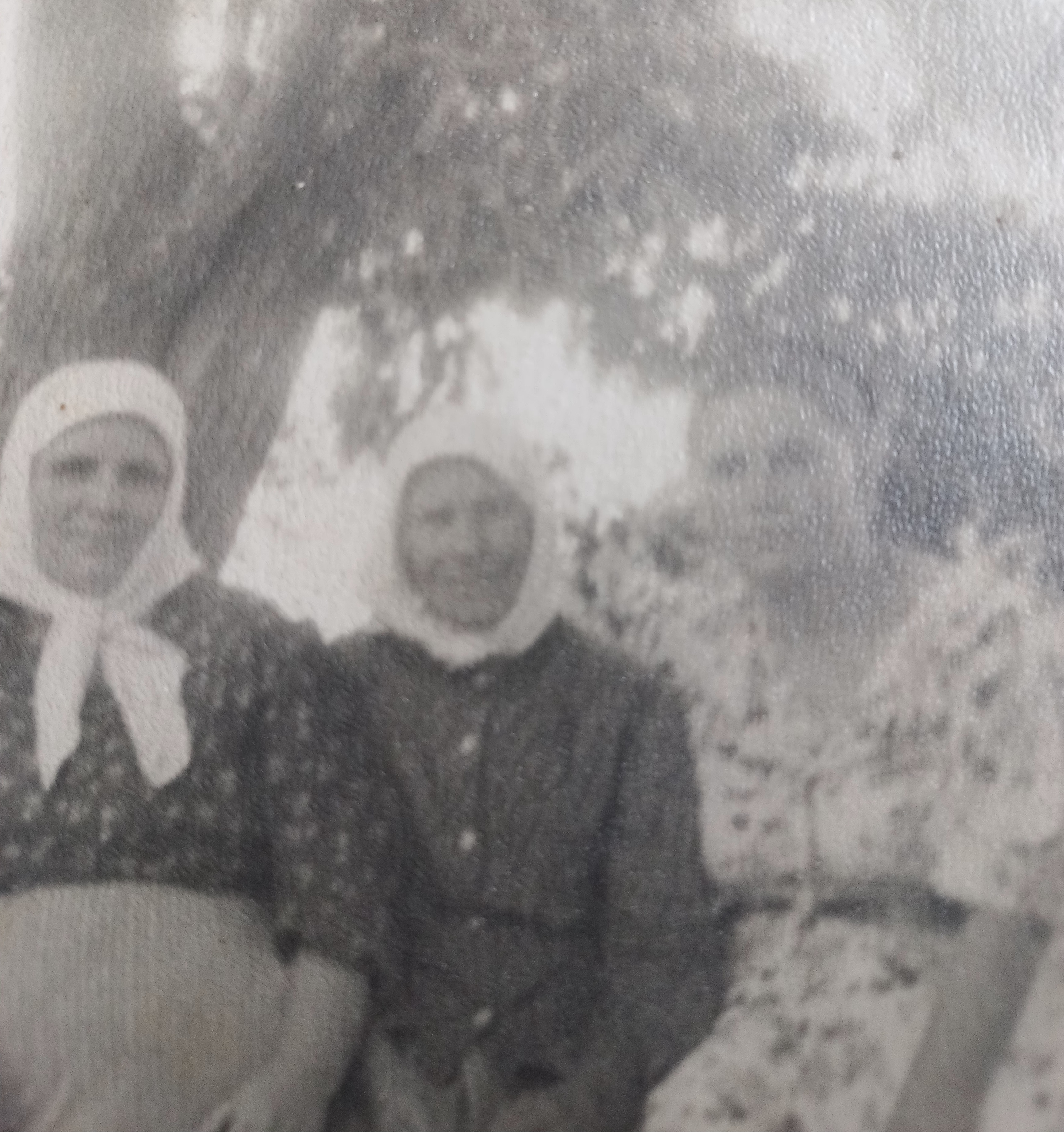
Lukija Stačenko (uprostřed)

Později, v letech 1941–1943, Lukija vzdorovala nacistické okupaci a pomáhala partyzánům. Celý život pekla chléb a znala prastaré recepty na výrobu chleba z jakýchkoli bylinných rostlin nebo i drcené kůry stromů, které pomáhaly lidem v dobách, kdy totalitní režim bral lidem vše a odsuzoval miliony k smrti.

## Postoj sovětské vlády

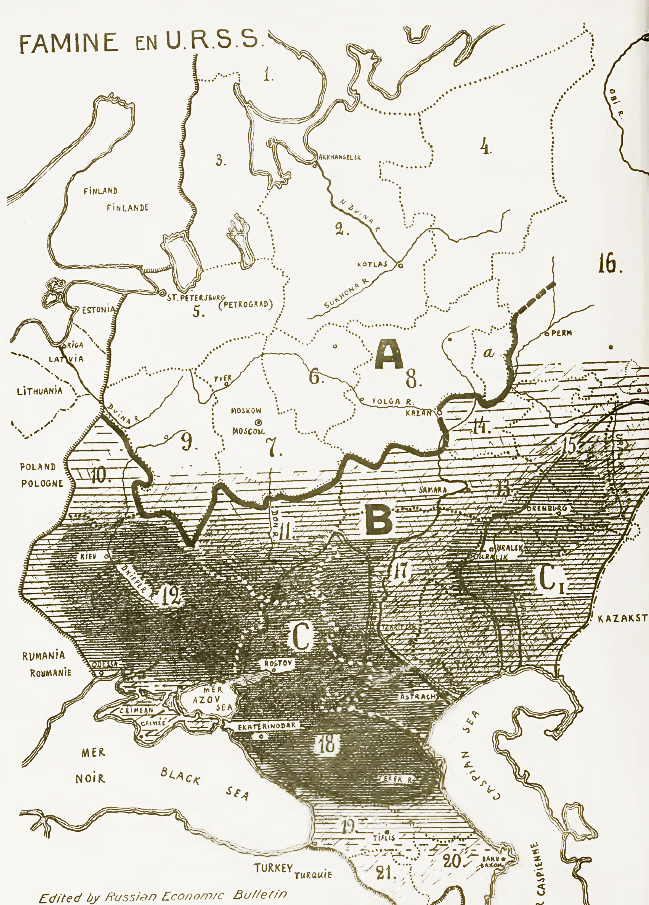
Oblasti SSSR nejvíce postižené hladomorem v roce 1933.

Sovětská vláda se veškeré zprávy o hladomoru snažila popírat a bagatelizovat. Při této činnosti nacházela účinnou pomoc u evropských komunistů, ale i u představitelů kultury (např. Lion Feuchtwanger, Henri Barbusse, Romain Rolland a G. B. Shaw) a politiky (bývalý francouzský premiér Édouard Herriot).
V srpnu 1942 Stalin při rozhovoru s britským premiérem Winstonem Churchillem odhadl, že v celém Sovětském svazu zahynulo nebo bylo deportováno asi 10 milionů „kulaků“, kteří vzdorovali kolektivizaci zemědělství.

## Vliv hladomoru na postoj Ukrajinců v druhé světové válce
Když v roce 1941 Adolf Hitler zahájil útok na Sovětský svaz pod názvem Operace Barbarossa a dobyl území jižního Ruska až k Volze, tak německé jednotky byly některými lidmi s nadšením uvítány jako osvoboditelé od komunistické tyranie. Sovětský hladomor let 1932–1933 a jeho součást ukrajinský hladomor je některými historiky považován za důvod, proč se mnozí Ukrajinci stali spojenci nacistického Německa v boji proti Sovětskému svazu. Do období nacistické okupace Ukrajiny spadá také publikování první komplexní statistické studie o hladomoru z pera Stepana Sosnového. Miliony obyvatel Ukrajiny bojovaly v Rudé armádě proti nacistickému Německu a židovského nebo ruského původu byli někteří sovětští velitelé jako Timošenko, Vorošilov, Grečko, Malinovskij nebo Jeremenko.

## Dnešní postoj Ruska

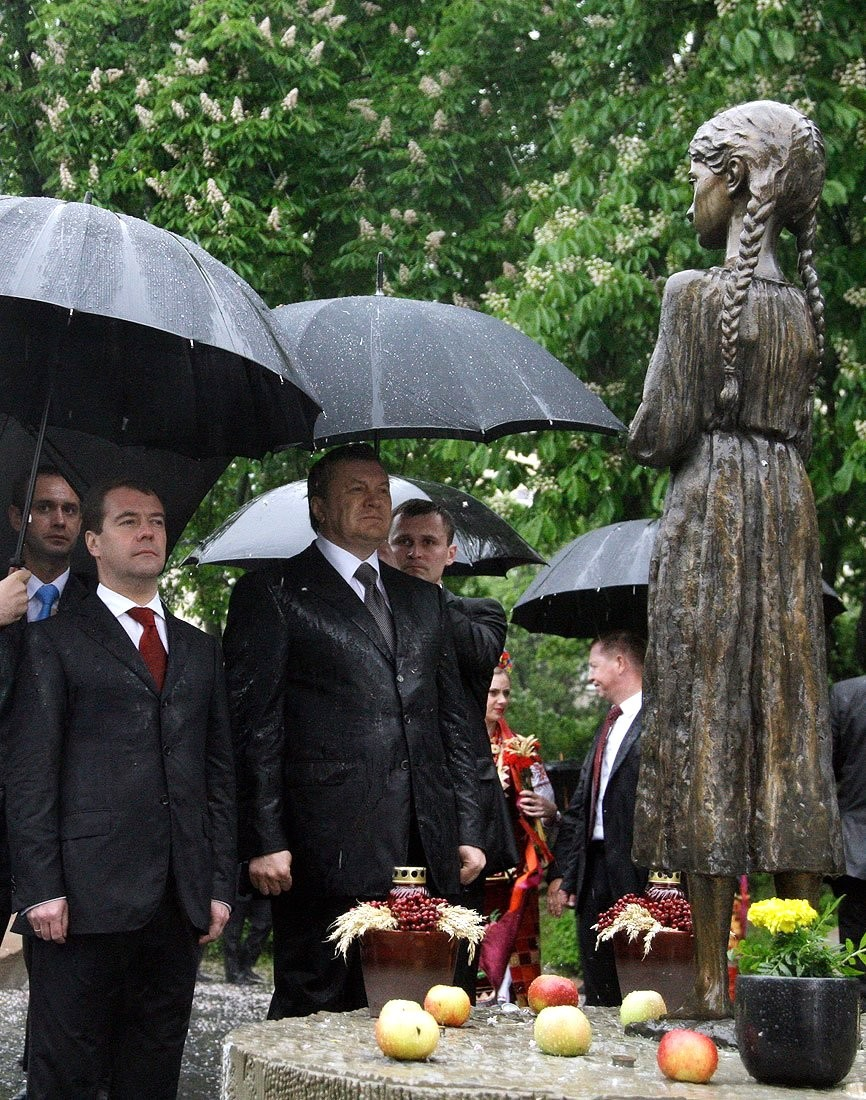
Ruský prezident Medvěděv a prezident Ukrajiny Janukovyč uctívají v Kyjevě památku obětí ukrajinského hladomoru, květen 2010.

Státy které prohlásily hladomor na Ukrajině 1932–1933 za akt genocidy.

Bývalý sovětský disident Alexandr Solženicyn v roce 2008 v článku v deníku Izvestija přirovnal hladomor na Ukrajině v letech 1932–1933 k hladomoru v Rusku v letech 1921–1922. Podle Solženycina se v obou případech jednalo o důsledek bezohledné bolševické politiky vůči rolníkům.
Rusko považuje hladomor na Ukrajině za tragédii způsobenou politikou násilné kolektivizace ze strany stalinského režimu, která kromě Ukrajiny zasáhla také některé oblasti jižního Ruska a severní Kazachstán, ale aktivně se brání tomu, aby na mezinárodním poli byl hladomor šířeji uznán za akt sovětské genocidy vůči Ukrajincům. Z depeší amerických velvyslanectví zveřejněných serverem WikiLeaks např. vyplývá, že tehdejší prezident Dmitrij Medveděv upozornil ázerbájdžánského prezidenta Ilhama Alijeva, že když prohlásí tyto události za genocidu, zpochybní Rusko nároky Ázerbájdžánu na Náhorní Karabach.

## Uznání za akt genocidy
Ukrajina tento hladomor z let 1932–1933 oficiálně prohlásila za akt genocidy.
Kromě Ukrajiny považují hladomor na Ukrajině za genocidu následující státy:
Austrálie, Brazílie, Česko, Ekvádor, Estonsko, Gruzie, Kanada, Kolumbie, Irsko, Litva, Lotyšsko, Maďarsko, Mexiko, Moldávie, Německo, Nizozemsko, Paraguay, Peru, Polsko, Portugalsko, Rumunsko, Slovensko, USA a Vatikán.
Evropská unie uznala hladomor na Ukrajině za genocidu 15. prosince 2022.
Česko uznalo 6. dubna 2022 tento hladomor za akt genocidy ukrajinského národa. Poslanecká sněmovna Parlamentu České republiky v roce 2022, u příležitosti 90. výročí hladomoru, přijala usnesení, které jej prohlašuje za akt genocidy stalinistického režimu:

Poslanecká sněmovna Parlamentu České republiky
Poslanecká sněmovna Parlamentu České republiky prohlašuje před lidem Ukrajiny, zejména přeživšími hladomoru a rodinami i příbuznými miliónů obětí, že:
a) uznává uměle vyvolaný hladomor v letech 1932 - 1933 na Ukrajině za otřesný zločin genocidia proti ukrajinskému lidu a proti lidskosti; 
b) důrazně odsuzuje tyto zločiny namířené proti ukrajinskému lidu, masovou represi a porušování lidských práv a svobod; 
c) s hlubokým zármutkem uctívá památku obětí hladomoru na Ukrajině, který byl v letech 1932 - 1933 zrůdným totalitním režimem záměrně vyvolán, aby zlomil odpor ukrajinského lidu k násilné kolektivizaci a zdeptal jeho národní sebevědomí; 
d) vyjadřuje jménem českého národa hlubokou soustrast příbuzným a blízkým milionům lidí, již se stali oběťmi hladomoru, který úmyslně a cíleně vyvolal zločinný stalinský režim; 

e) vyjadřuje v kontextu současné válečné agrese Ruské federace proti Ukrajině svoji odhodlanost přispět k prosazování mezinárodních principů, včetně odhalování pachatelů těchto zločinů, které by zabránily tomu, aby se v budoucnu mohla podobná tragédie kdekoli na světě opakovat.
PS PČR, Usnesení PS 6.4. 2022, 

## Připomínka na novodobé Ukrajině
Od 26. listopadu 1998 se na základě dekretu prezidenta Ukrajiny oběti masových hladomorů na Ukrajině let 1921–1923, 1932–1933 a 1946–1947 připomínají každoročně čtvrtou sobotu v listopadu.
Dne 13. ledna 2010 uznal apelační soud v Kyjevě Stalina, Lazara Kaganoviče, Stanislava Kosiora, Vlase Čubara, Mendela Chatajeviče a další tehdejší vedoucí představitele komunistické strany a vlády SSSR a Ukrajiny vinnými z organizování genocidy ukrajinského národa.
Podle průzkumu z listopadu 2013 plně souhlasilo 33,7 % Ukrajinců a 30,4 % spíše souhlasilo s tvrzením, že Holodomor byl důsledkem činů spáchaných sovětskými orgány v čele s diktátorem Josifem Stalinem.

## Obraz v umění

### Film
- Hladomor´33 (rusky Голод 33), Sovětský svaz/Ukrajina, 1991
- Povodyr (ukrajinsky Поводир), Ukrajina, 2013
- Dítě číslo 44 (anglicky Child 44), USA, 2015
- Trpká úroda (anglicky Bitter Harvest), Kanada, 2017
- Pan Jones (anglicky Mr. Jones), Polsko/Velká Británie/Ukrajina, 2019

### Hudba
Bretonský písničkář Denez Prigent věnoval událostem hladomoru kompozici Pláč nad Kyjevem.